# Cañada Juncosa
Cañada Juncosa é um município da Espanha, na província de Cuenca, comunidade autônoma de Castela-Mancha. Tem 42,72 km² de área e em 2021 tinha 241 habitantes (densidade: 5,6 hab./km²). Limita com os municípios de Alarcón, Atalaya del Cañavate, El Cañavate, Honrubia, San Clemente e Tébar.